# Hank Locklin
Hank Locklin, né le 15 février 1918 et mort le 8 mars 2009, est un chanteur et compositeur américain de musique country. Membre du Grand Ole Opry pendant 47 ans, il a connu ses plus grands succès sur disque avec les chansons Please Help Me, I'm Falling et Send Me the Pillow That You Dream On.

## Biographie
Hank Locklin a fait ses premiers enregistrements pour les labels Royalty et Four Star, mais c'est après avoir signé une entente chez RCA que sa carrière a réellement pris son envol. De 1949 à 1971, on compte 33 de ses singles qui se sont classés au palmarès country. En 1958, ses chansons Geisha Girl et Send Me the Pillow That You Dream On ont figuré au classement Top 100. Mais son plus grand succès devait survenir deux ans plus tard. En plus d'être pendant 14 semaines son deuxième succès numéro 1 au palmarès country, son enregistrement de Please Help Me, I'm Falling a été inscrit pendant 22 semaines au Hot 100, atteignant la 8e place du classement. Happy Journey, Happy Birthday To Me et The Country Hall Of Fame font aussi partie de la liste de ses succès.
Hank Locklin s'est produit régulièrement au Grand Ole Opry de 1960 à 2007. Au moment de son décès, il en était le membre le plus âgé. Au cours des années 1970, il a animé ses propres séries télévisées à Houston et Dallas.